# Nuno Rocha
Nuno Miguel Monteiro Rocha (ur. 25 marca 1992 w Praii) – kabowerdeński piłkarz grający na pozycji pomocnika. Od 2014 jest piłkarzem klubu CS Universitatea Craiova.

## Kariera piłkarska
Swoją karierę piłkarską Rocha rozpoczął w klubie CS Marítimo. W 2011 roku zaczął grać w rezerwach tego klubu. W sezonie 2011/2012 awansował z nimi z Segunda Divisão do Segunda Liga. W 2013 roku awansował do pierwszego zespołu. 7 października 2013 zadebiutował w Primeira Liga w przegranym 0:1 wyjazdowym meczu z Vitórią. W Marítimo grał do końca sezonu 2013/2014.
Latem 2014 Rocha przeszedł do CS Universitatea Craiova. W pierwszej lidze rumuńskiej zadebiutował 25 lipca 2014 w zremisowanym 1:1 domowym meczu z Pandurii Târgu Jiu.
| Sezon   | Klub                     | Kraj       | Rozgrywki       | Mecze | Gole |
| ------- | ------------------------ | ---------- | --------------- | ----- | ---- |
| 2011/12 | CS Marítimo B            | Portugalia | Segunda Divisão | 29    | 3    |
| 2012/13 | CS Marítimo B            | Portugalia | Segunda Liga    | 36    | 2    |
| 2013/14 | CS Marítimo              | Portugalia | Primeira Liga   | 15    | 0    |
| 2013/14 | CS Marítimo B            | Portugalia | Segunda Liga    | 21    | 2    |
| 2014/15 | CS Universitatea Craiova | Rumunia    | Liga I          | 30    | 8    |
| 2015/16 | CS Universitatea Craiova | Rumunia    | Liga I          |       |      |

## Kariera reprezentacyjna
W reprezentacji Republiki Zielonego Przylądka Rocha zadebiutował 6 września 2014 roku w wygranym 3:1 meczu kwalifikacjach do Pucharu Narodów Afryki 2015 z Nigrem. W 2015 roku został powołany do kadry na Puchar Narodów Afryki 2015. Zagrał na nim w trzech meczach: z Tunezją (1:1), z Demokratyczną Republiką Konga (0:0) i z Zambią (0:0).